# Knud Høgenhaven
Knud Høgenhaven Jensen (31. marts 1928 i København – 22. februar 1987 i København) var en dansk organist og komponist.
Efter sin skoletid på Københavns Drengekors sangskole (St. Annæ Skole) studerede Høgenhaven på Det Kongelige Danske Musikkonservatorium med bl.a. Finn Høffding, Jørgen Jersild og Vagn Holmboe som lærere. Han tog organisteksamen 1948 og studerede komposition hos Bjørn Hjelmborg og Niels Viggo Bentzon. Derefter var han bl.a. lærer ved konservatoriet og signalør! på Det kongelige Teater. I 1954 blev han gift med den norske pianist og musikpædagog Anne-Karin Høgenhaven, der i årene 1979-1986 var rektor for Det Kongelige Danske Musikkonservatorium.
Allerede i 1947 havde han et værk med på en Nordisk Musikfest i København for unge komponister. Herom skriver Frede Schandorf Petersen i Dansk Musiktidsskrift: Knud Høgenhaven Jensen (f. 1928) stod svagest. Han kan ikke rigtig komme ud af Stedet med sine Idéer, men i Stoffets Karakter og den Maade, hvorpaa han antydede et Forløb, sporede man en gryende Fantasi, som foreløbig kræver en mere overlegen Teknik for at faa friere Løb.
Men ikke desto mindre fortsatte Knud Høgenhaven sin komponistkarriere og fik bl.a. opført en del ballet- og skuespilmusik. Desuden har han skrevet en del orgelmusik.

## Musik
- Strygekvartet, op. 1 (1947)
- 3 orgelkoraler, op. 2 (1947)
- Ouverture breve, op. 3 (orkester – 1948)
- Velbekomme, lille suite for klaver, op. 4 (1948)
- 5 femtonige klaverstykker, op. 5 (1948)
- Tema semplice con variazioni, op. 6 (klaver – 1949)
- Toccata og passacaglia, op. 7 (orgel – 1949)
- Trio for træblæsere, op. 8 (1950)
- Lamento for strygeorkester, op. 9 (1950)
- To engelske sonetter, op. 10 (sopran og klaver – 1952)
- Pastorale Fjerritsleviano, op. 11 (klaver og violin – 1952)
- Danse triomphale, op. 12 (orkester – 1952)
- Barcarole i Eb, op. 13 (klaver – 1953)
- Sangen, op. 14 (sang – 1953)
- Peters Jul, op. 14a (fløjte, klaver og cello – 1953)
- Det er så yndigt, op. 14b (sang og klaver – 1954)
- To engelske sonetter, op. 15 (sopran og klaver – 1954)
- Pastorale i F, for strygeorkester, op. 16 (1954/1956)
- Undervisningsmusik, 17a (klaver – sammen med Anne-Karin Høgenhaven)
- Neon, ballet i en akt, op. 17 (orkester – 1955)
- Improvisation i Eb, op. 18 (klaver – 1955)
- Præludium og fuga i G og præludium og fuga i C, op. 19 (klaver 1955)
- Tivoligalop, op. 20 (orkester – 1956)
- Flitter, ballet i en akt, op. 21 (1956)
- Instrumenterne muntrer sig, op. 22 (fortæller og kammerensemble – 1956)
- Canto semplice, op. 22a (klaver – 1956)
- Vals i C, op. 23 (klaver – 1957)
- 3 danske sange, op. 24 (1957)
- Norsk folketone, op. 25 (blandet kor – 1957)
- Norsk folketone, op. 26 (strygeorkester – 1957)
- Teenage, ballet i en akt, op. 27 (1957)
- Rungsteds lyksaligheder, op. 28 (sang – 1957)
- Columbine og anderumpen, ballet i en akt, op. 29 (orkester – 1958)
- Festa, ballet i en akt. op. 30 (orkester – 1959)
- Intermezzo in forma di danza, op. 31 (klaver – 1959)
- Berceuse I, II, III, op. 32 (klaver og akkordeon – 1960)
- Blues sinfonico, op. 33 (orkester – 1961)
- Generalen, op. 34 (skuespil – orgel – 1962)
- Præludium-Koral-Postludium, op. 35 (orgel – 1962)
- Den Vægelsindede, op. 36 (skuespil af Holberg orkester – 1962)
- Movement in F, op. 37 (orkester og klaver – 1963)
- Ild og Babelstårnet, op. 38 (skuespil)
- Intonazione e ciacconna, op. 39 (orgel – 1963)
- Tre-stemmig vuggesang, op. 40 (lige stemmer – 1964)
- Kalkbilleder, ballet i en akt, op. 41 (orkester – 1965)
- Medea, op. 42 (damekor til skuespil – 1965)
- Skilderhuset, op. 43 (korsang til hørespil – 1965)
- Forspil i en festlig og sentimental anledning, op. 44 (orkester – 1965)
- Lullaby for twins, op. 45 (orkester – 1966)
- I krig og kærlighed, op. 46 (sange til skuespil)
- Berceuse, op. 47 (klaver – 1967)
- Pezzo semplice, op. 48 (violin og klaver – 1968)
- Quartetto semplice, op. 49 (strygekvartet – 1968)
- Det skøre hus, op. 50 (skuespil – strygekvartet)
- Klovnen og danserinden, balletpantomime, op. 51 (strygekvartet – 1969)
- De usynlige, op. 52 (skuespil – kammerorkester – 1969)
- Blæserkvintet, op. 53 (1969)
- Faser, op. 54 (ballet – orgel og bånd – 1970)
- Studenterforeningens Nytårskomedie, op. 55 (sange – 1970)
- Skolekantate, op. 56 (kor og kammerorkester – 1970)
- Herren og Fruen, op. 57 (skuespil – lille orkester – 1970)
- Berceuse, op. 58 (orgel – 1970)
- En time kærlighed, op. 59 (sang til hørespil – 1971)
- En frue fra provinsen, op. 60 (sang til hørespil – 1971)
- Adagio lamentoso, op. 61 (cello, orgel og pauker – 1972)
- Mit hjerte råber kor, op. 62 (blandet kor – 1972)
- En ny salme, op. 63 (fløjte, fagot, klaver, orgel og cello – 1972)
- Quasi una ciaccona, op. 64 (cello og klaver – 1972)
- Fragmenter for orgel, 65 (1972)
- City-symphony, koreografisk suite, op. 66 (orkester – 1973)
- Lefleren, op. 67 (sang til skuespil – 1973)
- Tema con variazioni, op. 68 (orgel 1974)
- Salome – solodanserinde, op. 69 (kammerensemble)
- Kom ud af din hule, op. 70 (børnemusical – kor og diverse instrumenter – 1975)
- Elisabeth, op. 71 (sange til skuespil)
- Til Else, og andre klaverstykker, op. 72 (klaver – 1976)
- Græs, op. 73 (kor – 1977)
- 3 Orgelkoralforspil, op. 74 (1977)
- Fire danske salmer, op. 75 (1978)
- Klaverstykke til Evald, op. 76 (1978)
- Julesange til komedien Julestuen, op. 77 (lige stemmer – 1978)
- Tempo di marzia greco – og andre klaverstykker, op. 78 (klaver)
- 4 vuggesange for klaver, op. 79
- Begyndelsen, op. 80 (sange til skuespil – 1979)
- Introduktion og postludium – i dagens anledning, op 81 (4-hændig klaver – 1979)
- 4 sange til tekster af Ambrosius Stub, op 82
- Tema uden variationer, op. 83 (sang og kammerorkester – 1979)
- Til Sandra, op. 84 (klaver – 1980)
- Lonely Dad in Chicago, op. 85 (klaver – 1980)
- San Cataldo – pastorale, 86 (4-hændig klaver – 1980)
- En purpurprik, op. 87 (sang og klaver – 1980)
- Valse d'Ingelise, op. 88 (2 violiner – 1980)
- Promenade musicale, op. 89 (klarinet/cello og klaver 1980)
- På den første dag, op. 90 (sang m.m.)
- Salme uden ord, op. 91 (sang)
- Tre Davidssalmer, op. 92 (blandet kor 1981)
- Tre orgelkoraler, op. 93 (1981)
- Polonaise, op. 94 (sang i 2 instrumentationer – 1982)
- Für Anne, op. 95
- Humoresque in forma di rondo, op. 96 (violin – 1982)
- 3 Små klaverstykker, op. 97 (1982)
- Koralfantasi, op. 98 (Sions vægter hæver røsten – 1982)
- Valse romantique, op. 99 (4-hændig klaver – 1983)
- 3 salmer til tekst af N.F.S. Grundtvig, op. 100 (1983)
- Ræveskift-idyl, op. 101 (klaver – 1983)
- Vugge-Verdivals til Magnus, op. 102 (klaver – 1983)
- Koralforspil, op. 103 (orgel – 1984)
- Marcia umoristico, op. 104 (2 klaverer -1984)
- Lille pastorale, op. 105 (klaver – 1984)
- Cantica majora, op. 106 (blandet kor – 1985)